# Batalla del Roine
La batalla del Roine va ser un enfrontament que va tenir lloc la tardor de l'any 218 aC, durant la segona guerra Púnica, entre l'exèrcit d'Hanníbal Barca que avançava cap a Roma i la tribu gal·la dels volques, que defensaven la ribera est del riu Roine.
Els volques, sota la tutela de l'exèrcit romà acampat a la rodalia de Massília (actualment Marsella), van intentar evitar que els cartaginesos passessin el riu i envaïssin la Itàlia romana. Els cartaginesos, per la seva part, van planejar envoltar als gals i abans de creuar el rius van enviar un destacament sota el comandament d'Hannó, fill de Bomílcar, per travessar el riu per un altre punt i prendre posicions darrere dels volques. Quan Hannó va indicar mitjançant senyals de fum a Hanníbal que l'emboscada estava preparada, el general cartaginès va ordenar al gruix de les seves forces que travessés el riu. Al posicionar-se els gals per enfrontar-s'hi, Hannó els va atacar per la rereguarda i van ser derrotats. Malgrat que la batalla no era contra els romans, l'enemic principal dels cartaginesos durant les guerres púniques, el resultat de la batalla va resultar decisiu, doncs si haguessin estat aturats els cartaginesos al Roine, la invasió d'Itàlia no hauria tingut lloc aquell any. Aquesta va ser la primera gran batalla que Hanníbal va lliurar fora de la península Ibèrica.

## Preludi
Hanníbal va sortir de Cartago Nova el mes de maig, dividint el seu exèrcit en tres columnes abans de travessar el riu Ebre. Un cop a Catalunya, es passà dos mesos conquerint les terres entre l'Ebre i els Pirineus, deixant-hi allà uns 11.000 soldats, i també el seu equipament més pesat, sota el comandament d'Hannó, per guardar les noves terres conquerides. També va llicenciar uns altres 10.000 soldats poc convençuts abans de creuar els Pirineus cap a les Gàl·lies. Gràcies a la seva diplomàcia, Hanníbal no va ser molestat pels gals fins que va arribar a la ribera del riu Roine, territori dels volques, cap a la fi del mes de setembre. En aquells temps, les forces cartagineses s'havien reduït a 38.000 soldats d'infanteria i 8.000 de cavalleria. Un cop arribat a la ribera oest del Roine, Hanníbal va decidir descansar per tres dies, que va dedicar a confiscar i construir embarcacions per travessar el riu. Malgrat que els volques habitaven a les dues riberes del riu, s'havien retirat a la ribera oriental, on havien acampat per intentar aturar l'avanç cartaginès.
La tercera nit, Hanníbal va posar a Hannó, fill de Bomílcar, al capdavant d'una columna d'infants i cavallers i els va enviar riu amunt per tal de trobar un altre punt per on travessar el riu resguardats per la foscor. Ajudat per guies locals, Hannó va localitzar un punt adient unes 25 milles al nord del campament i va travessar el riu sense ser detectat pels volques. Un cop a la ribera oriental, el destacament de Hannó va descansar un dia i a la segona nit arribaren a posicionar-se a la rereguarda dels volques.

## Desenvolupament tàctic
Hannó va donar el senyal de fum convingut i l'exèrcit púnic principal va començar a travessar el riu. Les embarcacions que transportaven la cavalleria númida ho van fer riu amunt mentre que altres cavallers desmuntats ho feien en embarcacions que remolcaven tres o quatre cavalls lligats entre si. Amb això van aconseguir alentir el corrent del riu i les canoes amb la infanteria van poder creuar més avall d'on havien passat els cavalls. Alguns soldats fins i tot van poder travessar el riu nadant. El mateix Hanníbal va ser dels primers a creuar mentre la resta de l'exèrcit victorejava als companys que ja arribaven a la ribera oriental.
Els gals, en veure el gran nombre d'embarcacions creuant el riu, van abandonar el campament i van acudir en massa a la ribera oriental per enfrontar-se als cartaginesos. Aviat començà la batalla, però els cartaginesos van poder assegurar la posició i fer-se forts el temps suficient per permetre que el destacament d'Hannó, després de calar foc al campament dels volques, els ataqués per la rereguarda. Part dels gals van tornar enrere per defensar el campament i una altra part es va quedar per lluitar, però aviat els cartaginesos van massacrar tot el seu exèrcit i molt pocs van aconseguir de fugir.

## Importància i conseqüències

L'exèrcit d'Hanníbal travessant el Roine

La majoria de l'exèrcit cartaginès va travessar el riu el mateix dia de la batalla, emprant embarcacions i canoes. Hanníbal va ordenar que l'endemà els seus elefants fossin transportats a la ribera est del riu, ja fos sobre embarcacions o nedant. Un cop les forces púniques es van poder reunir de nou a la ribera oriental, es van enviar partides de reconeixement i Hanníbal va rebre notícies de què la flota romana havia arribat a Marsella. Un grup de cavalleria númida en missió de reconeixement es va topar amb un destacament de cavalleria romana i aliats gals, i van haver de fugir després d'una important batussa.
Publi Corneli Escipió havia salpat de Pisa, arribant a Marsella cinc dies després de navegar per la costa de Ligúria, i va desembarcar allí el seu exèrcit. Al saber que Hanníbal ja havia creuat el Roine, va enviar tres-cents homes a la ribera oriental per localitzar l'exèrcit púnic. Aquest grup va ser el que es topà amb la cavalleria númida, fent-los fugir.
Un cop localitzat Hanníbal, Escipió va carregar el seu equipament pesat en els vaixells i va marxar cap al nord per enfrontar-se als cartaginesos, però Hanníbal, malgrat tenir unes forces més nombroses, va decidir retirar-se cap als Alps. Quan Escipió va arribar al campament cartaginès el va trobar desert, i va calcular que Hanníbal li portava tres dies d'avantatge. Així doncs, va decidir tornar cap a Marsella on va deixar les seves tropes sota el comandament del seu germà Gneu Corneli Escipió Calb. Ell per la seva part va marxar cap a Itàlia per organitzar la defensa contra la imminent invasió.